# St. Peter (Hettenkirchen)

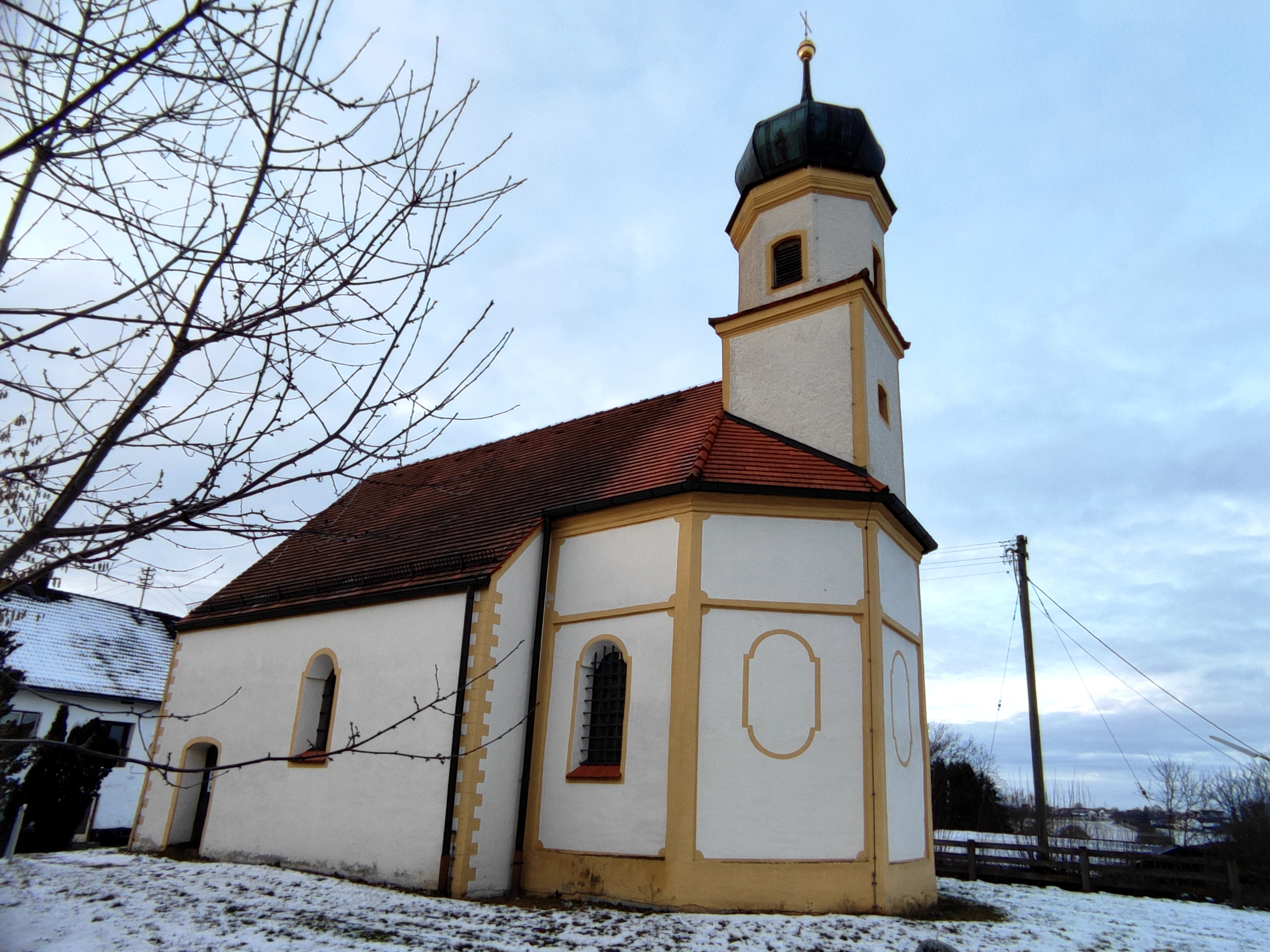
Filialkirche St. Peter in Hettenkirchen

Die Filialkirche St. Peter ist das katholische Gotteshaus des Weilers Hettenkirchen, einem Ortsteil der Gemeinde Attenkirchen im oberbayerischen Landkreis Freising. Sie wurde auf einer kleinen Anhöhe am östlichen Ortsrand errichtet und steht heute unter Denkmalschutz.
Die Anfänge der Kirche reichen bis in das Mittelalter zurück. Der gotische Bau wurde jedoch später barock überformt.
Neben dem Hochaltar befinden sich zwei bemalte, etwa 70 Zentimeter hohe Holzfiguren aus dem 16. Jahrhundert. Die eine zeigt den heiligen Wolfgang mit den für ihn typischen Attributen: in der Linken eine Kirche und in der Rechten den Bischofsstab. Die andere Figur stellt einen anderen, nicht näher bezeichneten Bischof dar, mit einem Buch in der Rechten und dem Bischofsstab in der Linken.
Unter der Empore befindet sich eine Darstellung des Kirchenpatrons, dem Apostel Simon Petrus. Er hält in der Linken ein Buch und in der Rechten einen Mantel. Die bemalte Holzfigur stammt ebenfalls aus dem 16. Jahrhundert.